# Stigmella irrorata
Stigmella irrorata is een vlinder uit de familie dwergmineermotten (Nepticulidae). De wetenschappelijke naam van deze soort is voor het eerst geldig gepubliceerd in 1948 door Janse.
De soort komt voor in tropisch Afrika.